# Хора от община Брюксел
Това е списък на хора, свързани с община Брюксел.

## Родени в Брюксел
- Албер II (р. 1934), крал
- Пиер Бартоломе (р. 1937), диригент
- Жорж Албер Буланже (1858 – 1932), зоолог
- Андреас Везалий (1514 – 1564), анатом
- Пиер Вейнантс (р. 1939), готвач
- Пиер-Теодор Верхаген (1796 – 1862), политик
- Филип Гелюк (р. 1954), автор на комикси
- Камий Гут (1884 – 1971), политик
- Сестра Еманюел (1908 – 2008), общественичка
- Едгар Жакобс (1904 – 1987), автор на комикси
- Пол-Емил Жансон (1872 – 1944), политик
- Джеки Икс (р. 1945), автомобилен състезател
- Ани Корди (р. 1928), актриса и певица
- Хулио Кортасар (1914 – 1984), аржентински писател
- Клод Ледю (1927 – 2011), актьор
- Жорж Лемен (1865 – 1916), художник
- Леополд II (1835 – 1909), крал на белгийците
- Йоланд Моро (р. 1953), актриса
- Емил Мпенза (р. 1978), футболист
- Кристин Окран (р. 1944), журналистка
- Клод Леви Строс (р. 1908), френски антрополог
- Изидор Тейлор (1789 – 1879), писател
- Тутс Тилеманс (р. 1922), музикант
- Жан-Филип Тусен (р. 1954), писател
- Филип (р. 1960), крал
- Пиер Шенал (1904 – 1990), френски режисьор

## Починали в Брюксел
- Пиер Армел (1911 – 2009), политик
- Жул Борде (1870 – 1961), биолог
- Жорж Буланже (1837 – 1891), френски генерал и политик
- Пиер-Теодор Верхаген (1796 – 1862), политик
- Пол Ван Зеланд (1893 – 1973), политик
- Емил Вандервелд (1866 – 1938), политик
- Камий Гут (1884 – 1971), политик
- Жак-Луи Давид (1748 – 1825), френски художник
- Жул Дестре (1863 – 1936), политик
- Елизабет Баварска (1876 – 1965), кралица
- Йожен Изаи (1858 – 1931), цигулар
- Адолф Кетле (1796 – 1874), статистик и астроном
- Фернан Кнопф (1858 – 1921), художник
- Жорж Лемен (1865 – 1916), художник
- Леополд I (1790 – 1865), крал
- Леополд II (1835 – 1909), крал
- Рене Магрит (1898 – 1967), художник
- Морис (1923 – 2001), автор на комикси
- Жерар Мортие (1943 – 2014), музикален директор
- Виктор Орта (1861 – 1947), архитект
- Пейо (1928 – 1992), автор на комикси
- Мари Поплен (1846 – 1913), феминистка
- Ирина Поснова (1914 – 1997), общественичка
- Джакомо Пучини (1858 – 1924), италиански композитор
- Пол-Анри Спак (1899 – 1972), политик
- Жорж Тьони (1873 – 1966), политик
- Фабиола де Мора и Арагон (1928 – 2014), кралица на белгийците
- Жозеф Фолиен (1884 – 1968), политик
- Рудолф Хабсбург-Лотринген (1919 – 2010), австрийски ерцхерцог
- Жан Ван Хауте (1907 – 1991), политик

## Други личности, свързани с Брюксел
- Исак Албенис (1860 – 1909), испански композитор, учил в града през 1876 – 1880
- Лорънс Алма-Тадема (1836 – 1912), британски художник, живял в града през 1863 – 1869
- Шарл Бодлер (1821 – 1867), френски поет, живял в града през 1864 – 1866
- Вилхелм Орански (1533 – 1584), нидерландски държавник, живял в града в средата на 16 век
- Никола Генадиев (1868 – 1923), български политик, завършил право в Брюксел през 1891
- Петър Гудев (1862 – 1932), български политик, завършил право в Брюксел в края на 19 век
- Пол Делво (1897 – 1994), художник, учил изкуство в Брюксел в началото на 20 век
- Мориц Корнелис Ешер (1898 – 1972), нидерландски художник, живял в града през 1937 – 1941
- Тодор Кръстев (1865 – 1914), български политик, завършил право в Брюксел през 1892
- Никола Недев (1886 – 1970), български офицер и политик, завършил военна академия през 1915
- Ран Босилек (1886 – 1958), български писател, завършил право в Брюксел в началото на 20 век
- Данис Танович (р. 1969), босненски режисьор, учил и работил в града през 1990-те
- Андрей Тошев (1867 – 1944), български дипломат, завършил естествени науки в Брюксел през 1891
- Чавдар Червенков (р. 1941), български офицер и дипломат, военен аташе през 1978 – 1982